# Elizabeth Ofosu-Adjare
Pour les articles homonymes, voir Ofosu.
Elizabeth Ofosu-Adjare (née le 1er mars 1974) est une avocate et femme politique ghanéenne qui a été ministre du Tourisme, de la Culture et des Arts créatifs (en). Elle est nommée à ce poste par le président John Mahama en 2013 lorsqu’il forme son premier gouvernement. Elle est membre du Congrès national démocratique,,. Elle est membre du 8e Parlement de la 4e République du Ghana représentant la circonscription de Techiman Nord (en).

## Jeunesse et éducation
Ofosu-Adjare est la troisième des dix filles nées d'Isaac Kwadwo Adjei-Mensah (en), avocat, homme d'affaires et homme politique, et de sa femme, femme d'affaires. Elle fréquente l'école secondaire St Monica à Mampong, Kumasi, où elle obtient ses certificats de niveau O et A. Elizabeth Ofosu-Adjare poursuit ensuite ses études à l'Université des sciences et technologies Kwame-Nkrumah où elle obtient une licence en sciences sociales. Elle poursuit à l'Université du Ghana, à Legon, dans le domaine du droit et y reçoit les honneurs en LLB en 2002. Elle obtient ensuite un diplôme en droit en 2004.

## Carrière
Ofosu-Adjare commence sa pratique juridique auprès du Holy Trinity Chambers à Kumasi, dans la région d'Ashanti en 2004 et elle devient associée du cabinet. Elle devient également avocate pour le programme d’aide juridique dans la région d’Ashanti. Elle est membre du conseil d’administration de la Multi Trust Financial Company à Kumasi de 2004 à aujourd’hui. Elle est membre du conseil d'administration de Federation Commodities Limited.
Elle est nommée au conseil d'administration de la raffinerie de pétrole de Tema en 2009 par le président de la République du Ghana et y siège de 2009 à 2013. Elizabeth Ofosu-Adjare est nommée le 1er mars 2013 par le président John Dramani Mahama au ministère du Tourisme, de la Culture et des Arts créatifs nouvellement créé/réaligné.

## Carrière politique

### Élections de 2020
Elle se présente au siège parlementaire de la circonscription nord de Techiman sur la liste du Congrès démocratique national lors des élections générales ghanéennes de 2020 et elle gagne avec 23 252 voix représentant 52,53 % du total des voix. Elle remporte le siège parlementaire face à Martin Gyarko Oti du Nouveau Parti patriotique et Faustina Owusu Mensah du NDP.

### Ministère du Tourisme, de la Culture et des Arts créatifs
Ofosu-Adjare est nommée le 1er mars 2013 par le président John Dramani Mahama au ministère du Tourisme, de la Culture et des Arts créatifs nouvellement créé/réaligné. En tant que ministre du secteur, elle travaille avec quatorze agences relevant de son ministère et elle introduit des programmes touristiques innovants et nouveaux en complément des produits et offres touristiques du Ghana. Catherine Afeku lui succède en 2017.

#### Projet ExploreGhana
Le projet ExploreGhana est lancé en 2014 pour stimuler et stimuler le tourisme intérieur au Ghana. Le pays veut ainsi assurer la promotion d'un « tourisme responsable » qui offre un mélange diversifié de produits touristiques dont bénéficient à la fois les touristes locaux et internationaux.

#### Festival national des arts et de la culture
Un autre grand festival traditionnel introduit est le Festival homogène de l'État de Ga. Pour la première fois au Ghana, le ministère soutient ce festival homogène pour garantir que la région du Grand Accra dispose de son propre festival de marque. Elle restructure également le Festival national des arts et de la culture (NAFAC) et le carnaval du Ghana introduit au cours de sa première année au pouvoir. On lui attribue également la création du secrétariat de la taxe touristique pour aider à améliorer la collecte et le paiement de la taxe touristique de 1 %. Cette taxe génère des fonds pour la réalisation de projets touristiques, notamment dans le domaine du renforcement des capacités et de la promotion du tourisme.

#### Projet de loi sur le cinéma
Dans le domaine d’un cadre législatif visant à soutenir le travail de l’industrie des arts créatifs, Ofosu-Adjare dirige l'adoption du projet de loi sur le cinéma, qui est examiné par le cabinet et approuvé par le Parlement pour devenir loi. Cette loi remplace l'ancienne loi sur le cinéma de 1961 et elle vise à garantir que le secteur du cinéma et de la télévision obtienne le soutien juridique indispensable au Ghana.

#### Retour au voyage aux Seychelles
Elle dirige une délégation gouvernementale de haut niveau pour accompagner le retour du roi du royaume d'Ashanti, Asantehene Otumfuo Osei Tutu II, aux îles Seychelles où le roi d'Ashanti, Nana Prempeh Ier, est envoyé en exil pendant la guerre Ashanti-britannique en 1900. C'est la première fois qu'un roi Ashanti en exercice visite les îles Seychelles,.

#### Rôles internationaux
Au niveau international, elle dirige le secteur du tourisme du Ghana en apparaissant régulièrement aux principaux salons et expositions du tourisme tels que le World Travel Market, la Bourse internationale du tourisme (ITB), le Salon international du voyage FITUR, le Salon des vacances Vakantiebeurs et le China Outbound Tourism & Travel Market (COTTM).

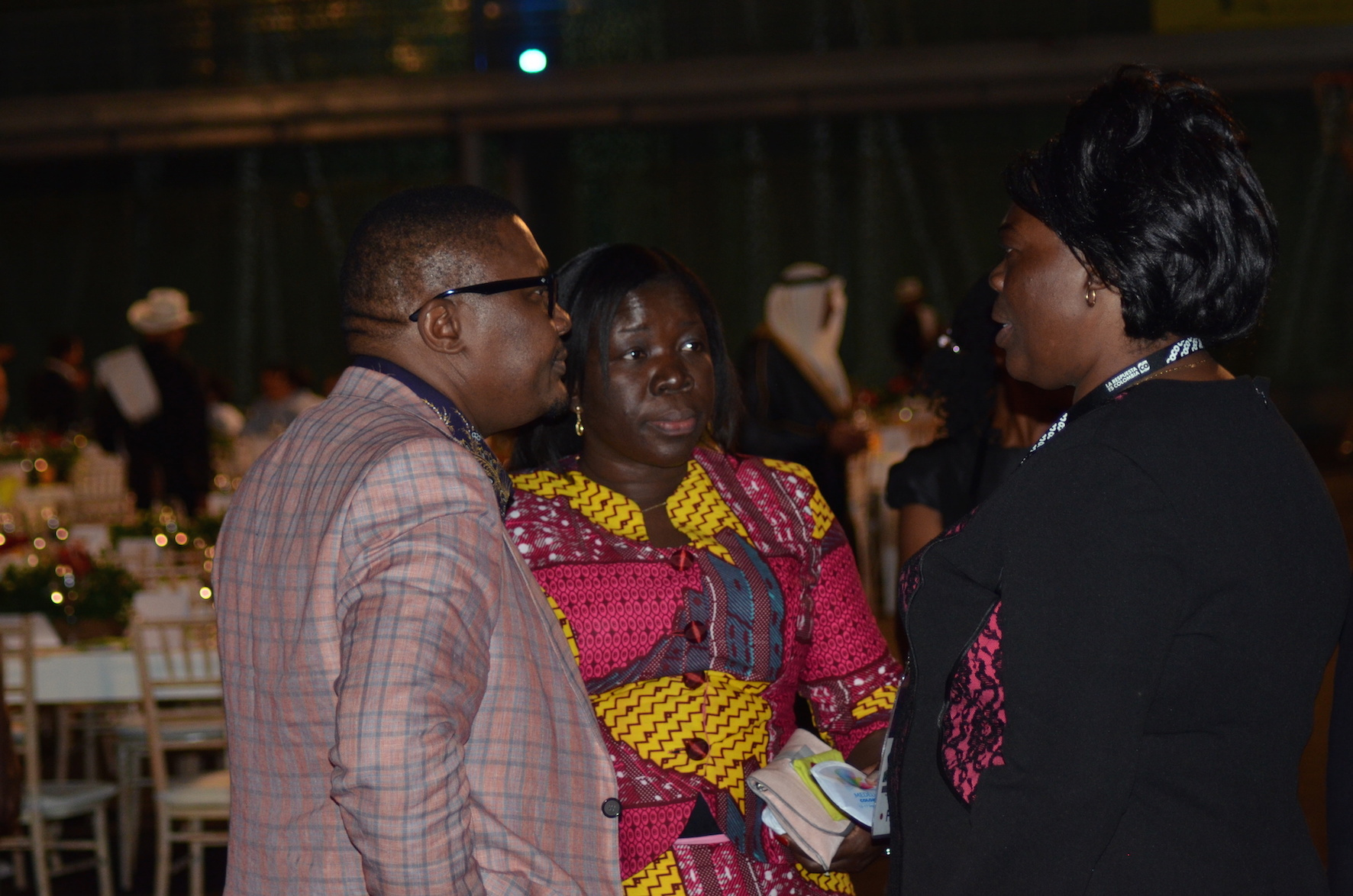
Ministres africains à la 21e Assemblée générale de l'OMT.

Elle fait pression sur ses collègues ministres africains et sur les plus hautes instances de l'Organisation mondiale du tourisme des Nations unies (OMT) pour que le Ghana accueille la toute première conférence Brand Africa à Accra en août 2015. Le Ghana est élu au Conseil exécutif de l'organisme des Nations unies pour le tourisme lors de sa 21e session de l'OMT à Medellin, en Colombie.

### Comités
Elle est membre du Comité de santé et également membre du Comité des nominations.

## Vie privée
Elle est mariée à M. Lawrence Ofosu-Adjare. Elle est la fille d'Isaac Kwadwo Adjei-Mensah (en), qui a été ministre des Ressources en eau, des Travaux publics et du Logement pendant le gouvernement Rawlings, et a également été député de Techiman North, où elle est actuellement députée,.